# Чорний козак (фільм)
«Чорний козак» робоча назва «Казка про Чорного Козака» — українська історична фентезі-стрічка 2018 року режисера Владислав Чабанюка. Сценарій до фільму базований на казці Сашка Лірника «Про вдову Ганну Шулячку, Чорного Козака і страшне закляття». Творці позиціюють стрічку як «перший народний фільм».
Вперше фільм продемонстрували на закритому допрем'єрному показі в київському кінотеатрі «Жовтень» 1 серпня 2018 року. Фільм випустили в український обмежений прокат 25 жовтня 2018 року.
Жінку Ганну після смерті її чоловіка-козака починає відвідувати таємничий гість. Він з'являється тільки вночі та допомагає по господарству. Завдяки пораді знахарки Ганна розкриває, що це проклятий Чорний Козак, і вирішує врятувати його від чарів.

## Сюжет
Козак Іван вирушає на війну, залишивши вдома вагітну дружину Ганну. Коли вона народжує дочку, повертаються товариші її чоловіка та натякають, що Іван загинув. Козаки обурені малою платнею, але Ганна сподівається отримати хоч якісь гроші за чоловіка. Писар відмовляє їй, посилаючись на те, що Іван отримав свою частку перед походом на війну.
Минає шість років, Ганна ростить дочку Явдоху, але їй не вистачає допомоги по господарству. Одного разу жінка лишається заночувати в полі, а коли прокидається, поле виявляється зоране. Селянки підозрюють, що Ганні орав Іван, але козак Гарсен заперечує це — він бачив як Івана вбили. Гарсен вирішує допомогти вдові, лагодить інструменти. Батько Ганни наполягає, щоб вона одружилася вдруге, пропонує різних чоловіків, але Ганна всім відмовляє. Потім хтось лагодить ворота, що Ганна не може пояснити. Вона починає слідкувати хто ходить вночі навколо хати, до цієї затії приєднується подруга Олена. Та нікого побачити їм не вдається, бо обидві засинають. Тоді Олена підозрює, що Ганна відьма.
Ганна звертається за допомогою до знахарки Ліпіляди, котра жаліється, що не має кому передати свою чаклунську силу. Знахарка радить вночі взяти в руку крашанку, і тоді жінку ніхто не побачить. Тепер Ганна не засинає, а помічає двійників своїх односельчан — їхні совісті. Потім до хати приходить Чорний Козак і майструє для дочки іграшку, а після крику півня зникає.
Дочка Ганни хворіє, тож жінка знову звертається до знахарки. Ліпіяда каже, що хвороба сталася через «прокляту душу» і дочка помре через ніч. Але вночі приходить Чорний Козак і зцілює дівчинку. Ганна продовжує слідкувати за ним і наважується більше не ховатись. Як порадила Ліпіяда, Ганна насипає хрест із зерна. Чорний Козак не може перетнути хрест, він просить жінку відпустити його, за що розкаже хто він такий. Гість називається Василем, він зізнається, що був сиротою, вихованим характерником, і покохав Ганну. Але Василь заснув на варті і татари завдяки цьому вбили його товаришів. Характерник перед смертю прокляв Василя, щоб той міг жити тільки в темряві, а під сонячним промінням згорить. Ганна просить аби Василь був їй чоловіком, але той каже, що це неможливо. Адже присутність Чорного Козака поступово отруює все навколо: молоко стає огидним, борошно чорніє.
Гарсен одружується, Ганні більше не лишається за кого вийти заміж. Вона вирішує знайти спосіб бути з Василем, але як пояснює Ліпіяда, зняти прокляття можна тільки віддавши найдорожче — дочку.
На село нападають татарські людолови з московським поплічником і беруть багатьох у полон. Явдосі вдається втекти та сховатися на болоті. Вночі на порятунок з'являється Чорний Козак, убиває злочинців, а зі світанком лишається. Ганна думає, що її дочка теж загинула, проте Василь пояснює, що спокутав свою провину порятунком невинних людей. Ліпіяда передає свою чаклунську силу Явдосі. За якийсь час козаки в шинку переповідають легенду про козака Мамая, картина з яким висіла весь цей час у хаті Ганни.

## У ролях
| Актор                        | Роль                       |
| ---------------------------- | -------------------------- |
| Василь Середенко             | Чорний Козак, головна роль |
| Марина Юрчак                 | Ганна, головна роль        |
| Марійка Ялова                | Явдоха                     |
| Олена Дідик                  | Олена                      |
| Руслан Павлюк                | Гарсен                     |
| Сергій Постольников          | Іван Шулик                 |
| Людмила Тесленко-Пономаренко | Ліпіяда                    |
| Наомі Умань                  | Мурза                      |
| Брати Капранови              | Писар і його Совість       |
| Олексій Альошкін             | Священник                  |
| Істан Розумний               | епізодична роль            |

## Виробництво

### Написання сценарію
Загалом виробництво фільму тривало 10 років: з 2008 по 2018 рік. Режисер Владислав Чабанюк зауважував: «Це не історичне кіно, бо у ньому є багато неточностей. Це казка, у якій ми намагалися передати атмосферу того часу: вірування, забобони, традиції. За десять років з'явилося багато нових героїв, багато сюжетних ліній… Ще на початку зйомок ми поставили собі завдання — показати тяглість і непереможність українського духу, як чоловіча сила переплітається із жіночою потаємністю». Основою сюжету послугувала казка Сашка Лірника, заснована, за його словами, на сімейній легенді про знахарку, що вбила свою дитину аби врятувати село від татарів. Ідея сюжету спала на думку Лірнику, коли він разом із режисеркою Ганною Яровенко приїхали до села Легедзине Черкаської області. Місцевому режисеру-любителю, колишньому вчителю історії, директору Державного історико-культурного заповідника «Трипільська Культура» Владиславу Чабанюку, сподобалася історія і він вирішив екранізувати її, адже мав досвід створення кіно — короткометражки «Ойра» 2003 року.

### Кошторис
Кошторис фільму — 2 мільйона 35 тисяч гривень. Відомо що творці фільму зверталися до Держкіно за фінансуванням, але отримали відмову. У 2014 році творці фільму намагалися зібрати 136 тис. гривень на спільнокошт-платформі «BiggggIdea», але фільм не зміг зібрати запланованої суми, загалом зібравши лише ₴8 тис. з ₴136-ти.

### Зйомки
Зйомки фільму розпочалися ще 2008 року і тривали з перервами до 2013 року. Батальні сцени фільму було відзнято на полі біля села Легедзине Тальнівського району. Більшість акторів фільму — аматори, єдина професійна акторка що брала участь у зйомках фільму — Марина Юрчак. Зокрема чимало акторів масовки — це жителі села Легедзиного Тальнівського району та Піківця на Уманщині..

## Реліз
Вперше фільм продемонстрували на закритому допрем'єрному показі в київському кінотеатрі «Жовтень» 1 серпня 2018 року. Фільм випустили в український обмежений прокат 25 жовтня 2018 року.
20 березня 2019 в Будинку кіно НСКУ відбувся спеціальний показ фільму за участі тодішнього Міністра культури України Євгена Нищука, режисера й автора сценарію Владислава Чабанюка, та виконавиці головної ролі Марини Юрчак.

## Сприйняття
Згідно з рецензією «Детектора медіа», «Це казка, де є місце мелодрамі, містиці, боям на шаблях і любові, і все — в реаліях приблизно XVI—XVII століть… На жаль, фільм Чабанюка зроблено дуже неоднорідно. Стилістично видно, що за час знімального періоду неодноразово мінялися оператори (5 разів), що знімався фільм то однією камерою, то іншою, кольори міняються, немов у калейдоскопі, фокус у кадрі пропадає, озвучання не потрапляє в ліпсинг, а звук не відповідає тому, що відбувається в кадрі… Вкрай неоковирно поставлено всі активні сцени…». Крім того було розкритиковано включення до фільму російських фраз, які виглядають сюжетно необґрунтованими, та неоригінальні жарти про скупого єврея-шинкаря. Гра акторів оцінювалася як майже аматорська, «За великим рахунком, тільки два персонажі у фільмі викликали довіру — це головна героїня, Ганна (Марина Юрчак) і ворожка тітка Ліпіяда (Людмила Тесленко-Пономаренко)». Хоча загальне враження лишилося позитивним: «Та попри це, сам по собі проект виглядає добрим, незважаючи на любительство, бо робився, як то кажуть, із любов'ю».
Андрій Кокотюха в матеріалі «Суспільного» зауважував щодо цього фільму: «Крім виконавиці головної ролі Марини Юрчак, професійних акторів нема. Якщо не вважати таким казкаря з телевізійним досвідом Олександра Власюка, він же Сашко Лірник, який написав сценарій. А також письменників та видавців братів Капранових, які тим часом устигли знятися в епізодах двох художніх фільмів. Проте фактом свого існування фільм уже захищає себе від професійних критичних аналізів. Цитую: „Його аматорський рівень нівелює можливість серйозної критики, бо ставитися до нього можна як до домашнього кіно“». Та зважаючи на те, що фільм знято на пожертви громадян, і в прокаті він зібрав 500 тис. грн, «отриманий результат можна вважати чимось на кшталт здобутку на рівному місці».